# Axinaea
Axinaea là chi thực vật có hoa trong họ Mua.

## Hình ảnh

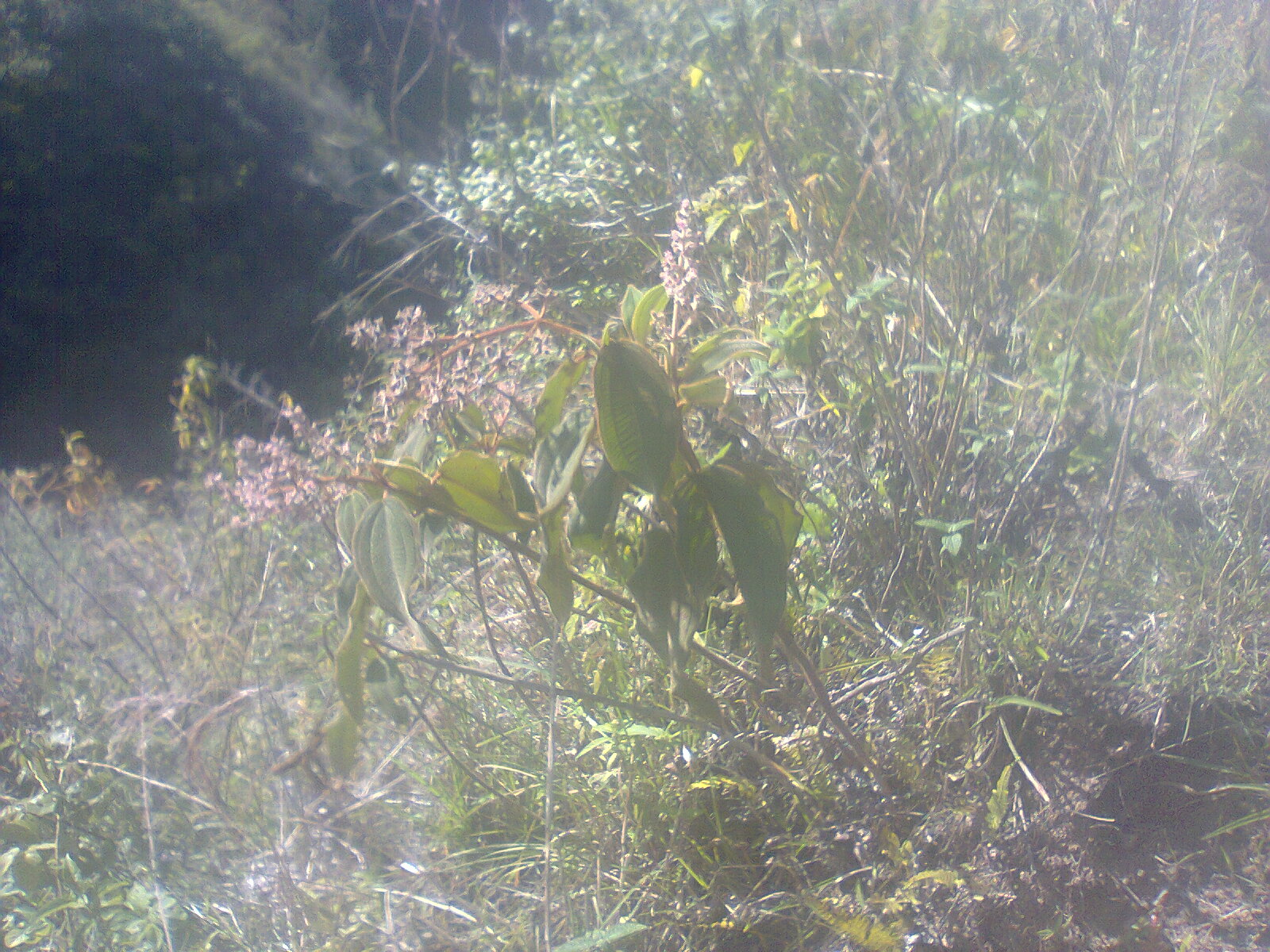
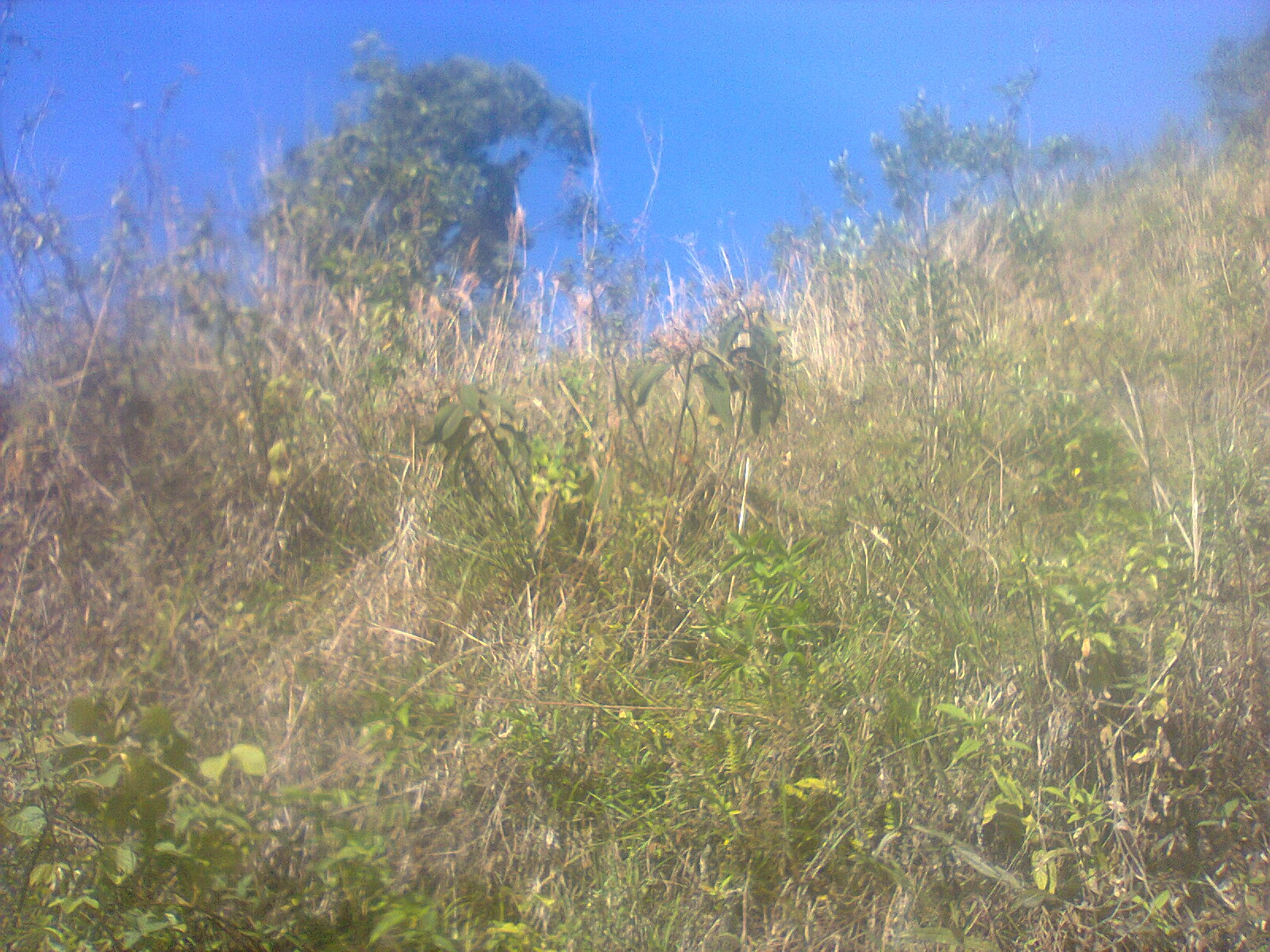